# Princess-Pudding
Princess-Pudding（プリンセス・プリン）は、日本の歌手グループ。

## 概要
1994年、「東京おみまいプリン」として活動を開始し、1998年、テレビアニメ「SHADOW SKILL -影技-」のエンディングテーマ「LAST QUARTER」の発表とともに、「Princess-Pudding」としてメジャーデビュー。
2006年2月のライブ以降永らく活動していなかったが、2010年秋にソリッド・ブルー・レコードに移籍し、活動を再開した。

## メンバー
- pudding（プリン、9月24日 - ）
- 山口健男

## ディスコグラフィー

### シングル
- PRAYER/燐粉（2004年10月9日）

### アルバム
- 音楽の遺伝子（1998年10月）
- 美曲家たちの宴（2003年7月19日）
- アラベスクの天蓋（2005年11月13日）

### DVD
- 少女の砦（2005年）